# Văleni (okręg Vâlcea)
Văleni – wieś w Rumunii, w okręgu Vâlcea, w gminie Păușești. W 2011 roku liczyła 263 mieszkańców.